# День місцевого самоврядування
День місцевого самоврядування — свято в Україні. Відзначається щорічно 7 грудня.

## Історія свята
Свято встановлено в Україні згідно з Указом Президента України «Про День місцевого самоврядування» від 25 листопада 2000 №1250/2000: 
|  | ...враховуючи велике значення місцевого самоврядування для розвитку народовладдя, демократизації суспільних відносин та зміцнення української державності... |

Саме цього дня, 7 грудня 1990 року, Верховна Рада України ухвалила Закон України «Про місцеве самоврядування».